# Bösleben
Bösleben ist ein Ortsteil der Gemeinde Bösleben-Wüllersleben im Ilm-Kreis (Thüringen) mit ca. 400 Einwohnern.

## Geografie
Bösleben liegt im südlichen Teil des Thüringer Beckens auf einem etwa 400 m über NN hohen fruchtbaren Plateau.
Bösleben ist etwa 10 km östlich von Arnstadt gelegen und wird vom Hessenbach durchflossen.  Das Große Holz vor Stadtilm ist eines der wenigen Waldgebiete in dieser vom Ackerbau geprägten Gegend.

## Geschichte

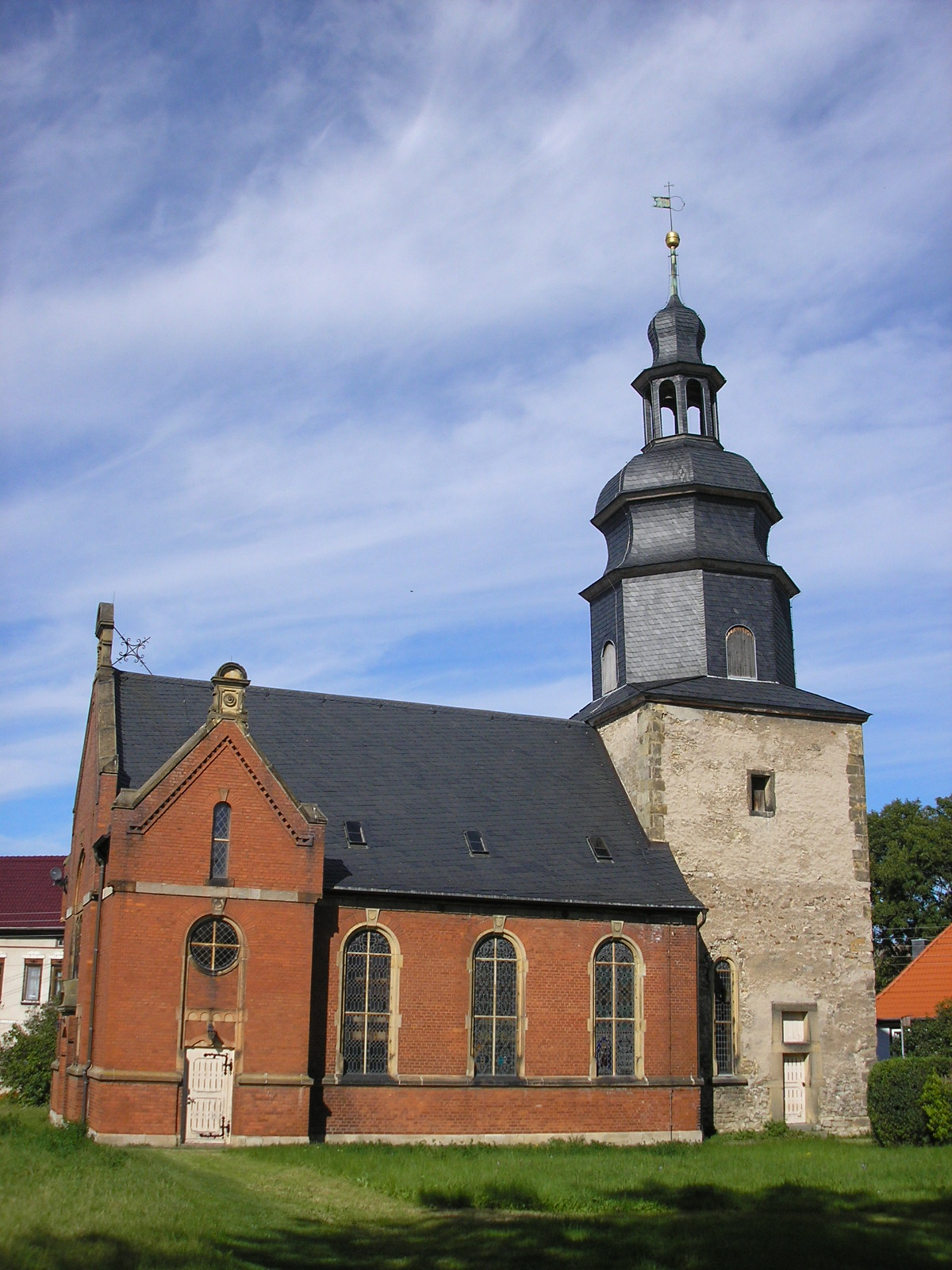
Kirche von Bösleben

775/786–815 weist Wolfgang Kahl die urkundliche Ersterwähnung von Bösleben nach. Als Bozilebo geht sie auf das Breviarium Lulli des Klosters Hersfeld zurück.
1119 stand eine Wasserburg im Ort, die im Laufe der Zeit von verschiedenen Grafen und Rittern für Verteidigungszwecke genutzt wurde. Graf Wichmann, Ritter Dietrich und auch Herren von Witzleben sind nachgewiesen. Später hatten die Grafen von Gleichen Lehnshoheit und die Schwarzburger die Oberhoheit. 1837 verkaufte Caroline von Wolzogen das Gut an die Rudolstädter Kammer. Kurz danach wurden die Flächen parzelliert verkauft. Später kaufte die Gemeinde das Herrenhaus und richtete 1888 die Schule darin ein.
1813 befand sich das Hauptquartier des II. Preußischen Korps unter Friedrich von Kleist in Bösleben: Belagerung von Erfurt (1813). Es gehörte zu den Truppen, die das französisch besetzte Erfurt ab Oktober 1813 belagerten.
Politisch gehörte Bösleben bis 1920 zum Amt Stadtilm in Schwarzburg-Rudolstadt. Danach kam es zum Landkreis Arnstadt im neu gebildeten Land Thüringen. Bei der Kommunalreform von 1952 wurde es dem Kreis Arnstadt im Bezirk Erfurt zugeordnet. Am 1. Januar 1967 wurde Bösleben mit dem benachbarten Wüllersleben zur Gemeinde Bösleben-Wüllersleben vereinigt. 1994 kam der Ort zum neu gebildeten Ilm-Kreis mit Sitz in Arnstadt.